# Spezielle Relativitätstheorie

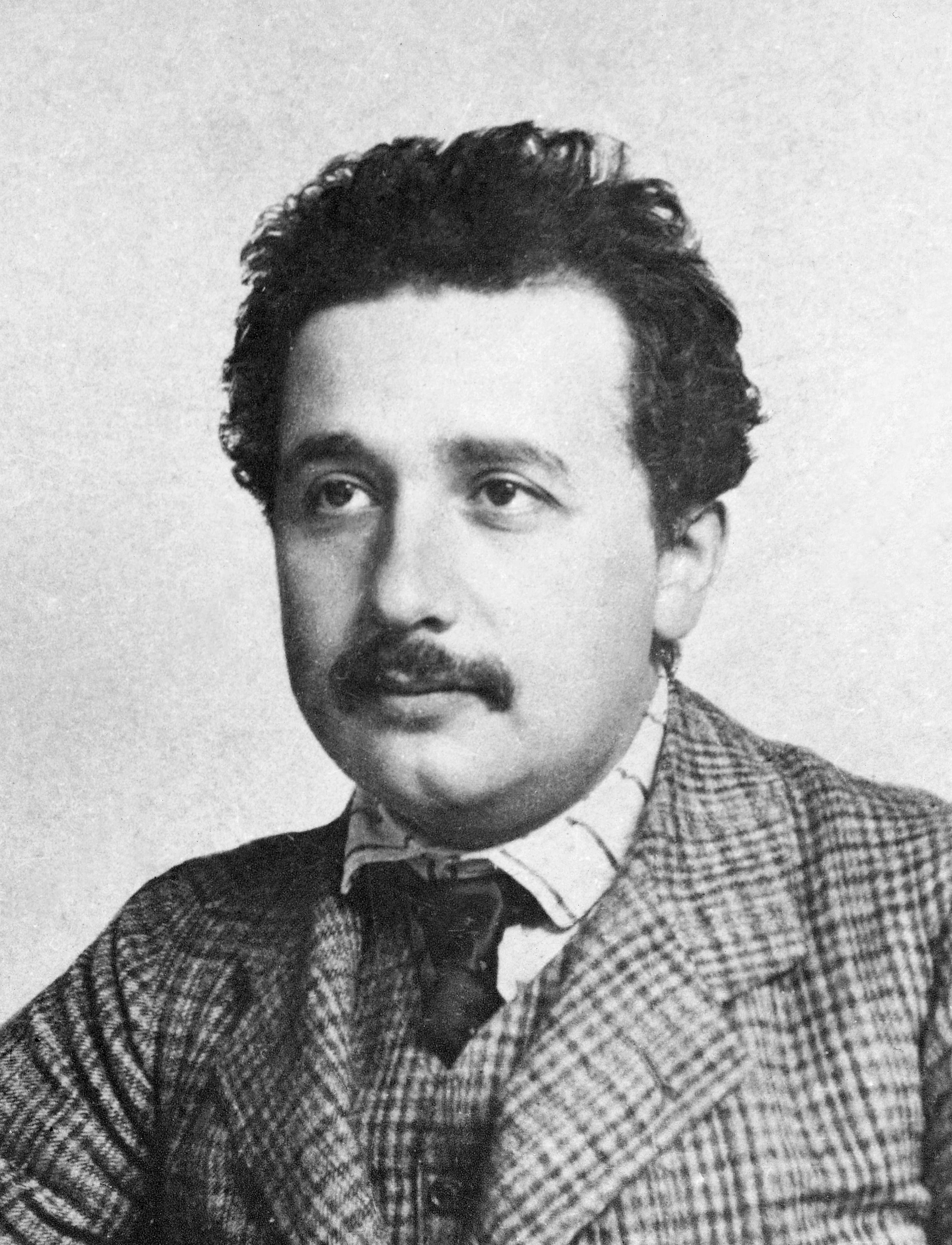
Der Begründer der Relativitätstheorie Albert Einstein um 1905

Die spezielle Relativitätstheorie (SRT) ist die für die Physik grundlegende Theorie über die Bewegung von Körpern und Feldern in Raum und Zeit. Sie erweitert das von Galileo Galilei entdeckte Relativitätsprinzip der Mechanik zu dem von Albert Einstein formulierten speziellen Relativitätsprinzip. Diesem Relativitätsprinzip zufolge haben bezüglich jedes Inertialsystems nicht nur die Gesetze der Mechanik, sondern alle Gesetze der Physik dieselbe Form. Dies gilt insbesondere auch für die Gesetze des Elektromagnetismus in Form der Maxwell-Gleichungen, woraus folgt, dass die Lichtgeschwindigkeit im Vakuum in jedem Inertialsystem denselben Wert hat.
Aus dem Relativitätsprinzip folgt, dass Abstände und Zeitdauern vom Bewegungszustand des Beobachters abhängen. Einen für alle Beobachter gleichen, absoluten Raum und eine absolute Zeitskala, wie sie in der Physik vor der Relativitätstheorie stillschweigend angenommen wurden, kann es demnach nicht geben. Dies zeigt sich bei der Lorentzkontraktion und der Zeitdilatation sowie bei der Relativität der Gleichzeitigkeit. Eine weitere wichtige Konsequenz der SRT ist die Äquivalenz von Masse und Energie und dass kein materieller Körper Lichtgeschwindigkeit erreichen kann, weil hierfür unendlich viel Energie erforderlich wäre. Auch Information und kausale Zusammenhänge können sich maximal mit Lichtgeschwindigkeit ausbreiten.
Als Geburt der speziellen Relativitätstheorie wird Einsteins 1905 erschienener Artikel Zur Elektrodynamik bewegter Körper angesehen, in dem er entscheidend über Vorarbeiten von Hendrik Antoon Lorentz und Henri Poincaré hinausging. Da sich die Theorie mit der Beschreibung relativ zueinander bewegter Bezugssysteme und mit der Relativität von Zeitdauern und Längen befasst, wurde sie bald als „die Relativitätstheorie“ bekannt. 1915 wurde sie von Einstein in spezielle Relativitätstheorie umbenannt, als er die allgemeine Relativitätstheorie (ART) veröffentlichte. Die ART ist eine Verallgemeinerung der SRT, die auch die Wirkung der Gravitation erfasst.
Die Aussagen der SRT wurden durch viele Tests bestätigt.

## Einführung
Die Gesetze der klassischen Mechanik haben die besondere Eigenschaft, in jedem Inertialsystem gleichermaßen zu gelten. Dieses Relativitätsprinzip hatte bereits Galileo Galilei formuliert. Ein Inertialsystem ist ein Bezugssystem, in dem der Trägheitssatz gilt. Das bedeutet, dass sich jeder kräftefreie Körper geradlinig gleichförmig bewegt oder im Zustand der Ruhe verharrt. Wenn ein Bezugssystem ein Inertialsystem ist, so ist auch jedes andere Bezugssystem, das sich relativ zum ersten mit konstanter Geschwindigkeit bewegt, ein Inertialsystem. Aus dem Relativitätsprinzip folgt, dass kein Beobachter, der in einem Inertialsystem ruht, etwas von seiner Eigenbewegung bemerkt. „Absolutbewegung“ und „absoluter Stillstand“ sind folglich Begriffe ohne eine physikalische Bedeutung. Wir spüren nichts von der Bewegung der Erde um die Sonne mit 30 Kilometern pro Sekunde und auch im ICE bei voller Fahrt können wir einen Kaffee trinken, ohne dass die Geschwindigkeit von 300 km/h irgendwelche Auswirkungen hat. Die Transformationen (Umrechnungsformeln), mit denen in der klassischen Mechanik von einem Inertialsystem ins andere umgerechnet wird, heißen Galilei-Transformationen, und die Eigenschaft, dass die Gesetze nicht vom Inertialsystem abhängen (sich bei einer Galilei-Transformation also nicht ändern), nennt man entsprechend Galilei-Invarianz. Die Formeln für eine Galilei-Transformation folgen unmittelbar aus der klassischen Vorstellung eines allen Ereignissen zugrundeliegenden dreidimensionalen euklidischen Raumes und einer davon unabhängigen (eindimensionalen) Zeit.
Ende des 19. Jahrhunderts wurde jedoch erkannt, dass die Maxwell-Gleichungen, die sehr erfolgreich die elektrischen, magnetischen und optischen Phänomene beschreiben, nicht Galilei-invariant sind. Das bedeutet, dass sich die Gleichungen in ihrer Form verändern, wenn eine Galilei-Transformation in ein relativ zum Ausgangssystem bewegtes System durchgeführt wird. Insbesondere wäre die Lichtgeschwindigkeit vom Bezugssystem abhängig, wenn man die Galilei-Invarianz als fundamental betrachtete. Die Maxwell-Gleichungen wären demnach nur in einem einzigen Bezugssystem gültig, und es sollte durch Messung der Lichtgeschwindigkeit möglich sein, die eigene Geschwindigkeit gegenüber diesem System zu bestimmen. Das berühmteste Experiment, mit dem versucht wurde, die Geschwindigkeit der Erde gegenüber diesem ausgezeichneten System zu messen, ist der Michelson-Morley-Versuch. Kein Experiment konnte jedoch eine Relativbewegung nachweisen.
Einstein löste das Problem, indem er auf der Grundlage von zwei neuen Postulaten die spezielle Relativitätstheorie entwickelte.

„1. Die Gesetze, nach denen sich die Zustände physikalischer Systeme ändern, sind unabhängig davon, auf welches von zwei relativ zueinander, in gleichförmiger Translationsbewegung befindlichen Koordinatensystemen diese Zustandsänderungen bezogen werden.
2. Jeder Lichtstrahl bewegt sich im „ruhenden“ Koordinatensystem mit der bestimmten Geschwindigkeit {\displaystyle V}, unabhängig davon, ob der Lichtstrahl von einem ruhenden oder bewegten Körper emittiert wird.“

Das erste Postulat, auch „Relativitätsprinzip“ genannt, besagt, dass in allen Inertialsystemen die gleichen physikalischen Gesetze gelten. Das zweite Postulat drückt aus, dass die Lichtgeschwindigkeit (von Einstein mit {\displaystyle V}, heute mit {\displaystyle c} bezeichnet) nicht vom Bewegungszustand der Lichtquelle abhängt. Nimmt man beide Postulate zusammen, so folgt daraus unmittelbar, dass die Lichtgeschwindigkeit für jeden Beobachter, unabhängig von dessen Bewegungszustand, denselben Wert hat.
Vor diese Postulate setzt Einstein eine präzise Definition des Begriffs „Gleichzeitigkeit“. Aus dieser Definition folgen die Relativität der Gleichzeitigkeit und Regeln dafür, wie Ereignisreihen, die an verschiedenen Orten stattfinden, zeitlich miteinander verknüpft werden können. Auf dieser Grundlage zeigt die SRT mit Hilfe von Gedankenexperimenten, dass die Galilei-Transformationen durch die Lorentz-Transformationen ersetzt werden müssen. Die Lorentz-Transformationen verändern Raum und Zeit gemeinsam und zeigen, dass scheinbar offensichtliche Annahmen über Raum und Zeit nur unter bestimmten Bedingungen zutreffen. Bei den Geschwindigkeiten, die wir im Alltag erleben, sind die Unterschiede zwischen Galilei-Transformation und Lorentz-Transformation kaum messbar, so dass die klassischen Gesetze der Mechanik und unser intuitives Verständnis von Raum und Zeit korrekt erscheinen. Wenn sich aber ein Objekt oder Bezugssystem relativ zu einem anderen mit einer Geschwindigkeit bewegt, die genügend nahe an der Lichtgeschwindigkeit liegt, dann treten relativistische Effekte auf, die nur mit einem deutlich erweiterten Verständnis von Raum, Zeit und Energie erklärt werden können.
Die Vorhersagen der speziellen Relativitätstheorie wurden experimentell vielfach erfolgreich überprüft und mit hoher Genauigkeit bestätigt.

## Lorentz-Transformationen
Die Unveränderlichkeit der physikalischen Gesetze unter Lorentz-Transformationen ist die zentrale Behauptung der speziellen Relativitätstheorie. Daher werden in diesem Abschnitt die physikalischen Auswirkungen der Lorentz-Transformationen anschaulich erklärt.
Da die Gesetze der Elektrodynamik in jedem Bezugssystem gleichermaßen gelten, gilt insbesondere auch ihre Vorhersage einer konstanten Vakuum-Lichtgeschwindigkeit. Das Licht ist also in jedem Bezugssystem gleich schnell. Dies folgt direkt aus der Lorentz-Invarianz, und es wird oft als wichtigste Eigenschaft der Lorentz-Transformationen betrachtet, dass sie die Lichtgeschwindigkeit unverändert lassen.

### Einsteins Gedankenexperiment

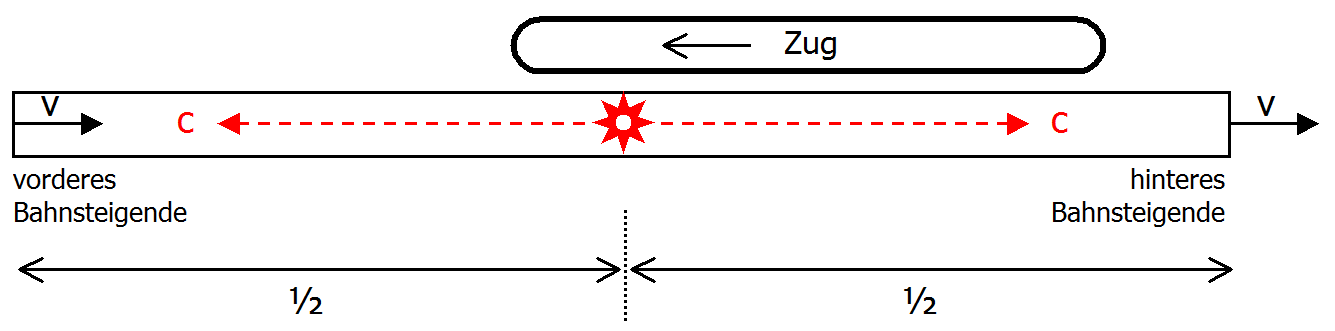
Grafische Verdeutlichung des Gedankenexperiments

Um die verschiedenen Aspekte der Lorentz-Transformationen zu veranschaulichen, wird ein Gedankenexperiment verwendet, das auf Albert Einstein zurückgeht: Ein Zug fährt durch einen Bahnhof mit der Geschwindigkeit {\displaystyle -v}. Auf dem Bahnsteig und im Zug befinden sich verschiedene Beobachter, deren Beobachtungen und Messungen verglichen werden sollen. Sie verfügen über Uhren und Maßstäbe sowie über Blitzlichter, mit denen Lichtsignale ausgetauscht werden können. Wir nennen das in Fahrtrichtung vordere Ende des Zuges „Zuganfang“, das andere nennen wir „Zugende“. Der Zuganfang erreicht zunächst jenes Ende des Bahnsteigs, das wir als das „hintere“ bezeichnen. Später kommt er am „vorderen“ Ende an.
Für Beobachter B im Zug sieht es so aus, als würde er ruhen und sich der Bahnsteig mit der Geschwindigkeit {\displaystyle +v} entgegen der Fahrtrichtung des Zuges bewegen. Nach dem Relativitätsprinzip ist seine Sichtweise genauso richtig wie die des Beobachters A, der am Bahnhof steht. Beide Bezugssysteme sind Inertialsysteme und damit physikalisch gleichwertig.
Es ist sehr wichtig zu beachten, dass jeder Beobachter direkte Aussagen nur über Ereignisse machen kann, die unmittelbar an seinem Ort stattfinden. Will er jedoch wissen, wann ein Ereignis an einem anderen Ort stattgefunden hat, so kann er sich nur auf Lichtsignale verlassen, die von diesem Ort ausgesandt wurden. Über die Entfernung und die Lichtlaufzeit kann er dann auf den Zeitpunkt des Ereignisses schließen, denn die Lichtgeschwindigkeit ist in allen Inertialsystemen gleich.

### Gleichzeitigkeit
Gleichzeitigkeit ist ein grundlegender Begriff in der Physik. Alle Aussagen über Zeitabläufe beruhen auf Zeitvergleichen und somit auf dem Begriff Gleichzeitigkeit. Die Definition der Gleichzeitigkeit basiert auf der Lichtgeschwindigkeit, da diese in allen Bezugssystemen gleich ist. Man denke sich zwei Orte, die gleich weit vom Beobachter entfernt sind. Zwei Ereignisse an diesen beiden Orten sind genau dann gleichzeitig, wenn sie Lichtsignale abgeben, die zur selben Zeit beim Beobachter eintreffen. Umgekehrt könnte man auch sagen: Die Ereignisse sind dann gleichzeitig, wenn sie beide durch einen Lichtblitz, der vom Beobachter in beide Richtung ausgeht, ausgelöst werden.
Diese Definition von Gleichzeitigkeit erscheint anschaulich verständlich, führt aber zusammen mit der Lorentz-Invarianz zu einem paradox wirkenden Effekt: Die Gleichzeitigkeit zweier Ereignisse an verschiedenen Orten ist abhängig vom Bewegungszustand des Beobachters.
Diese Tatsache lässt sich unmittelbar mit dem eingangs beschriebenen Gedankenexperiment verstehen:
In der Mitte des Bahnsteiges steht eine Lampe. Für Beobachter A, der auf dem Bahnsteig steht, ist unmittelbar klar: Wenn die Lampe eingeschaltet wird, dann erreicht das Licht beide Enden des Bahnsteigs gleichzeitig. Beobachter B, der sich im fahrenden Zug befindet, zieht einen anderen Schluss. Das vordere, im Bild linke Bahnsteigende bewegt sich auf ihn zu, das hintere, im Bild rechte Bahnsteigende entfernt sich von ihm. Somit erreicht der Lichtblitz zunächst das vordere und erst später das hintere Bahnsteigende.
Die beiden Beobachter A und B sind sich also nicht einig über die Frage, ob das Licht die beiden Fahrbahnenden gleichzeitig erreicht. Da sich beide Beobachter relativ zueinander jedoch gleichförmig bewegen, ist keines der beiden Systeme ausgezeichnet: Die Sichtweisen der beiden Beobachter sind also gleichwertig. Gleichzeitigkeit ist tatsächlich für beide Beobachter verschieden.
Es gibt keine absolute, vom Beobachter unabhängige Gleichzeitigkeit.
Die Gleichzeitigkeit von Ereignissen, deren Ort sich nur senkrecht zur Bewegungsrichtung unterscheidet, ist in beiden Bezugssystemen gleich: Wenn die Lampe auf halber Höhe des Zuges hängt, so beobachten A und B übereinstimmend, dass das Licht gleichzeitig den Boden und die Decke des Zugabteils erreicht.
Da es keine absolute Gleichzeitigkeit gibt, gibt es auch kein eindeutiges Vorher und Nachher. Ein dritter Beobachter in einem Zug, der auf einem Nachbargleis in entgegengesetzter Richtung fährt, wird genauso wie B sehen, dass der Lichtblitz die Enden des Bahnsteigs zu verschiedenen Zeiten erreicht, aber in umgekehrter Reihenfolge.
Die Uneindeutigkeit der Reihenfolge von zwei beliebigen Ereignissen (1) und (2) besteht immer dann, wenn der zeitliche Abstand zwischen ihnen hinreichend klein ist:
Wenn der zeitliche Abstand zwischen zwei Ereignissen kürzer ist als die Lichtlaufzeit zwischen den beiden Orten, dann ist nicht eindeutig bestimmt, in welcher Reihenfolge sie auftreten.
In diesem Fall lässt sich immer ein Bezugssystem finden, in dem Ereignis (1) gleichzeitig mit Ereignis (2), vorher oder nachher stattfindet. Ist der zeitliche Abstand hingegen größer als die Lichtlaufzeit, so stimmen alle Beobachter darin überein, in welcher Reihenfolge die Ereignisse geschehen. Damit ein Ereignis (1) die Ursache von einem anderen Ereignis (2) sein kann, muss es eindeutig vor diesem stattfinden. Folglich gilt:
Keine Ursache-Wirkung-Beziehung und keine Information kann sich schneller als mit Lichtgeschwindigkeit ausbreiten.

### Lorentzkontraktion

Gedankenexperiment zur Lorentzkontraktion

Angenommen, der Anfang des Zuges (vgl. Einsteins Gedankenexperiment) löst beim Passieren des vorderen Bahnsteigendes einen Lichtblitz aus und das Ende des Zuges beim Passieren des hinteren Bahnsteigendes ebenso.
Wenn beide Lichtblitze gleichzeitig bei dem Beobachter A in der Mitte des Bahnsteigs eintreffen, schließt er, dass der Zug gleich lang wie der Bahnsteig ist.
Für Beobachter B in der Mitte des Zuges stellt sich die Situation aber ganz anders dar. Er nähert sich dem Lichtblitz vom vorderen Bahnsteigende und entfernt sich gleichzeitig vom Lichtblitz vom hinteren Bahnsteigende. Deshalb erreicht ihn das Licht vom vorderen Lichtblitz zuerst. Da er jedoch weiß, dass beide Zugenden gleich weit entfernt sind, folgert er, dass das hintere Zugende den Bahnsteig erst zu einem Zeitpunkt erreicht, wenn der Zuganfang den Bahnsteig bereits verlassen hat. Folglich muss der Bahnsteig kürzer sein als der Zug.
Das Relativitätsprinzip besagt wieder, dass beide recht haben: Aus Sicht von Beobachter B wird der Bahnsteig verkürzt, der sich gegenüber seinem Bezugssystem bewegt und aus Sicht von Beobachter A wird der Zug verkürzt, der sich gegenüber seinem Bezugssystem bewegt.
In einem relativ zu einem Beobachter bewegten System erscheinen Längen in Bewegungsrichtung verkürzt.
Die Lorentzkontraktion erfolgt nur in Bewegungsrichtung, da senkrecht zur Bewegungsrichtung die Gleichzeitigkeit der Ereignisse in beiden Bezugssystemen übereinstimmt. Beide Beobachter sind sich also z. B. über die Höhe des Zugabteils einig.
Die Längenkontraktion findet beispielsweise in der Erklärung von elektromagnetischen Feldern in der Umgebung von bewegten elektrischen Ladungen (siehe Elektrodynamik) eine Anwendung.

### Zeitdilatation

Gedankenexperiment zur Zeitdilatation:
a) Uhren starten
b) Uhren stoppen

Ebenso wie Distanzen von Beobachtern in verschiedenen Inertialsystemen verschieden festgestellt werden, muss auch beim Vergleich von Zeitspannen die Relativgeschwindigkeit der Inertialsysteme berücksichtigt werden:
An jedem Ende des Bahnsteigs (vgl. Einsteins Gedankenexperiment) sei eine Uhr. Die Uhr am vorderen Ende des Bahnsteigs startet, wenn der Anfang des Zuges sie passiert, und die Uhr am hinteren Ende des Bahnsteiges startet, wenn das Ende des Zuges sie passiert. Für Beobachter A am Bahnsteig ist der Zug genauso lang wie der Bahnsteig, also werden beide Uhren nach seinem Gleichzeitigkeitsbegriff gleichzeitig gestartet. Die Uhr am vorderen Bahnsteigende wird gestoppt, wenn das hintere Zugende sie passiert. Sie zeigt also die Zeitspanne an, die der Zug aus Sicht von Beobachter A braucht, um den Bahnsteig zu passieren.
Beobachter B stehe am hinteren Ende des Zuges. Aus Sicht von Beobachter B ist aufgrund der Lorentz-Kontraktion der Bahnsteig kürzer als der Zug. Beobachter B startet seine Uhr, wenn er das hintere Bahnsteigende passiert, also gleichzeitig mit dem Start der dortigen Bahnsteiguhr. Aus seiner Sicht geschieht das, nachdem der Zuganfang den Anfang des Bahnsteigs passiert und dadurch die Uhr am Anfang des Bahnsteigs gestartet hat. Er stoppt seine Uhr, wenn er das vordere Bahnsteigende passiert, also gleichzeitig mit dem Stoppen der dortigen Bahnsteiguhr. Die Zeitspanne, die Beobachter B für seine Fahrt vom hinteren bis zum vorderen Ende des Bahnsteigs misst, ist kürzer als die Zeitspanne, die von der Uhr am vorderen Bahnsteigende angezeigt wird, wenn er diese passiert.
Beobachter A am Bahnsteig sieht an den Anzeigen der Uhren, dass Beobachter B eine kürzere Zeitspanne misst als er selbst. Aus seiner Sicht erfolgen die Start- und Stoppzeitpunkte der Uhr von Beobachter B und der Uhr am vorderen Bahnsteigende gleichzeitig. Deshalb kommt er zu dem Schluss, dass die Uhr von Beobachter B zu langsam geht. Aus Sicht von Beobachter B im Zug treten diese Ereignisse jedoch nicht gleichzeitig auf, sodass er diese Beobachtung nicht macht.
Diese Betrachtung lässt sich auch umkehren, indem man je eine Uhr am Anfang und am Ende des Zuges anbringt und aus Sicht von Beobachter B gleichzeitig startet, wenn der Anfang des Zuges das vordere Bahnsteigende passiert. Aus Sicht von Beobachter B ergibt sich dann, dass die Zeit am Bahnsteig langsamer vergeht als im Zug.
Wieder lässt sich nicht entscheiden, welcher der beiden Beobachter recht hat. Beide Beobachter bewegen sich relativ zueinander unbeschleunigt und sind daher gleichberechtigt. Die gemessenen Zeitspannen sind für beide Beobachter verschieden, und für beide Beobachter vergeht die Zeit in ihrem jeweiligen Ruhesystem am schnellsten, während sie in allen relativ bewegten Systemen langsamer vergeht.
In einem relativ zu einem Beobachter bewegten System vergeht die Zeit aus Sicht des Beobachters langsamer.
Dieser Effekt heißt Zeitdilatation. Die Zeit, die jeder Beobachter auf seiner eigenen Uhr abliest, nennt man Eigenzeit. Diese mit einer „mitgeführten Uhr“ gemessene Zeit ergibt immer den kürzestmöglichen, unveränderlichen Wert unter allen Zeitspannen, die für zwei kausal miteinander verbundene Ereignisse in relativ zueinander bewegten Inertialsystemen gemessen werden. Alle anderen Werte sind demgegenüber „zeitlich dilatiert“.
Konkret gesagt: Die mitgeführten Armbanduhren „ticken“ für die Zugpassagiere schneller (zeigen also eine größere Zeit an) als gleichartige Bahnhofsuhren, an denen der Zug mit Geschwindigkeit {\displaystyle v} vorbeirauscht. Wenn sich dessen Geschwindigkeit erhöht, wird auch die (i. A. sehr geringe) Dilatation der von der Bahnhofsuhr angezeigten Zeit immer größer, während die vom Zug aus gemessene Zeit (die Eigenzeit) immer gleich bleibt. Im Gegensatz zu dieser Zeitdilatation erscheint ein mit dem Zug mitbewegter Maßstab, dessen Länge aus Sicht der Zugpassagiere den Wert {\displaystyle L} besitzt, von der Bahnhofsuhr aus gesehen verkürzt (Längenkontraktion, siehe oben). Beide Änderungen werden durch den Lorentzfaktor {\textstyle \gamma =1/{\sqrt {1-(v/c)^{2}}}\,} beschrieben. Ein Intervall {\displaystyle \Delta \tau } der Eigenzeit ist im Vergleich zur Zeitspanne {\displaystyle \Delta t,} die von der Bahnhofsuhr angezeigt wird, um den Faktor {\textstyle 1/\gamma } kleiner, und um denselben Faktor erscheinen Maßstäbe im Zug verkürzt. Für alltägliche Geschwindigkeiten ist diese Änderung extrem klein: Selbst wenn der Zug mit Schallgeschwindigkeit fährt, ist sie immer noch kleiner als ein Billionstel (10−12).
Eine unmittelbare Folge der Zeitdilatation ist, dass die verstrichene Zeitspanne vom gewählten Weg abhängt. Angenommen, jemand steigt in den Zug und fährt bis zur nächsten Station. Dort steigt er in einen Zug um, der wieder zum Ausgangspunkt zurückfährt. Ein anderer Beobachter hat in der Zwischenzeit dort am Bahnsteig gewartet. Nach der Rückkehr vergleichen sie ihre Uhren. Aus Sicht beider Personen ist für den Reisenden weniger Zeit verstrichen. Dies erscheint auf den ersten Blick dem Relativitätsprinzip zu widersprechen, denn aus Sicht des Reisenden müsste sowohl bei der Hinfahrt als auch bei der Rückfahrt die Uhr des Wartenden langsamer gelaufen sein. Dieser scheinbare Widerspruch heißt Zwillingsparadoxon. Tatsächlich ist die Situation in diesem Fall jedoch nicht symmetrisch, da der Reisende umgestiegen ist, also sein mitbewegtes Bezugssystem gewechselt hat. Im Gegensatz zum Beobachter am Bahnsteig bleibt der Reisende also nicht während der gesamten Reise in einem einzigen Inertialsystem, daher geht die Uhr des Reisenden tatsächlich nach.
Dieser Effekt wurde in Experimenten zur Überprüfung der speziellen Relativitätstheorie nachgewiesen. So wurden etwa im Hafele-Keating-Experiment die gemessenen Zeitspannen zweier Atomuhren verglichen, von denen eine in einem Flugzeug die Erde umkreiste, während die zweite Uhr auf dem Start- und Zielflugplatz zurückblieb. Die „zurückgebliebene“ Uhr zeigte eine geringfügige, aber präzise messbare Gang-Erhöhung an.
In einer Abwandlung des Gedankenexperiments kann ein Lichtstrahl zwischen zwei Spiegeln hin- und herpendeln. Da dies dem Ticken einer Uhr entspricht, wird so eine Vorrichtung meist Lichtuhr (sehr selten auch Einsteinuhr) genannt. Der Lichtstrahl kann in beliebiger Richtung zwischen parallel und quer zur Bewegungsrichtung ausgerichtet werden.

### Relativistische Geschwindigkeitsaddition
Wenn nun im Zug der Schaffner mit konstanter Geschwindigkeit nach vorne läuft (vgl. Einsteins Gedankenexperiment), ist seine Geschwindigkeit für den Beobachter A am Bahnsteig nach der klassischen Mechanik einfach als die Summe der Laufgeschwindigkeit und der Geschwindigkeit des Zuges gegeben. In der Relativitätstheorie liefert eine solche einfache Addition nicht das richtige Ergebnis. Aus Sicht von Beobachter A ist die Zeit, die der Schaffner z. B. von einem Wagen zum nächsten braucht, wegen der Zeitdilatation länger als aus der Sicht von Beobachter B im Zug. Zudem ist der Wagen selbst von Beobachter A aus gesehen Lorentz-verkürzt. Hinzu kommt, dass der Schaffner nach vorne läuft, also das Ereignis „Erreichen des nächsten Wagens“ weiter vorne im Zug stattfindet: Aufgrund der Relativität der Gleichzeitigkeit bedeutet dies, dass das Ereignis für Beobachter A später stattfindet als für Beobachter B. Insgesamt ergeben also alle diese Effekte, dass die Geschwindigkeitsdifferenz des Schaffners zum Zug für Beobachter A geringer ist als für Beobachter B. Mit anderen Worten: Der Schaffner ist vom Bahnsteig aus gesehen langsamer unterwegs, als es die Addition der Geschwindigkeit des Zuges und der Geschwindigkeit des Schaffners vom Zug aus gesehen ergeben würde.
Wenn sich in einem bewegten System etwas relativ zu diesem System in dieselbe Richtung bewegt, dann ist die Gesamtgeschwindigkeit geringer als die Summe beider Geschwindigkeiten. Insbesondere kann auf diese Weise keine Überlichtgeschwindigkeit erreicht werden.
Die Formel, mit der man diese Geschwindigkeit berechnet, heißt relativistisches Additionstheorem für Geschwindigkeiten.
Der Extremfall tritt auf, wenn man einen nach vorne laufenden Lichtstrahl betrachtet. In diesem Fall ist der Verlangsamungseffekt so stark, dass der Lichtstrahl für Beobachter A exakt Lichtgeschwindigkeit hat. Die Konstanz der Lichtgeschwindigkeit ist ja die Grundlage der Relativitätstheorie. Dies sorgt auch dafür, dass der Schaffner sich aus Sicht von Beobachter A immer langsamer als mit Lichtgeschwindigkeit bewegt, sofern seine Laufgeschwindigkeit im Ruhesystem des Zuges kleiner ist als die Lichtgeschwindigkeit: Angenommen der Schaffner hält eine Taschenlampe auf einen Spiegel am Ende des Wagens und läuft langsamer als das Licht. Dann wird vom Zug aus betrachtet der Lichtstrahl reflektiert und trifft den Schaffner, bevor er das Ende des Wagens erreicht. Würde nun seine Geschwindigkeit von Beobachter A als Überlichtgeschwindigkeit wahrgenommen, so würde der Schaffner das Ende des Wagens vor dem Lichtstrahl erreichen und damit das Treffen mit dem Lichtstrahl nicht stattfinden. Die Tatsache, dass ein solches Treffen stattfindet, ist jedoch beobachterunabhängig und damit ergibt sich ein Widerspruch. Also liefert die relativistische Addition von zwei Geschwindigkeiten unterhalb der Lichtgeschwindigkeit immer ein Ergebnis unterhalb der Lichtgeschwindigkeit.
Nun kann der Schaffner aber im Zug nicht nur nach vorne laufen, sondern auch nach hinten. In diesem Fall findet das Ereignis „Erreichen des nächsten Wagens“ weiter hinten im Zug statt. Es findet somit für Beobachter A früher statt als für Beobachter B, während die anderen Effekte immer noch „verlangsamend“ wirken. Die Effekte heben sich gerade dann auf, wenn der Schaffner mit derselben Geschwindigkeit im Zug nach hinten rennt, wie der Zug fährt: In diesem Fall kommt auch die Relativitätstheorie zu dem Ergebnis, dass der Schaffner relativ zum Bahnsteig ruht. Für höhere Geschwindigkeiten nach hinten sieht Beobachter A am Bahnsteig nun eine höhere Geschwindigkeit, als er nach der klassischen Mechanik erwarten würde. Dies geht wieder bis zum Extremfall des nach hinten gerichteten Lichtstrahls, der wiederum auch aus der Sicht von Beobachter A exakt mit Lichtgeschwindigkeit unterwegs ist.

### Impuls und Energie

Stoß zweier Kugeln mit Änderung der Bewegungsrichtung um 90°

Im Bahnhof (vgl. Einsteins Gedankenexperiment) gibt es auch einen Spielsalon mit Billardtischen. Auf einem dieser ereignet sich, als der Zug vorbeifährt, gerade Folgendes, aus Sicht des Beobachters am Bahnsteig geschildert: Zwei Billardkugeln, die jeweils dieselbe absolute Geschwindigkeit wie der Zug haben, sich aber senkrecht zum Gleis aufeinander zubewegen, stoßen völlig elastisch zusammen, und zwar so versetzt, dass sie sich nach dem Stoß parallel zum Gleis bewegen, die Rote in Richtung des Zuges (und in dessen Bezugssystem ruhend) die Blaue in Gegenrichtung.
In der klassischen Mechanik ist der Impuls eines Objekts definiert als das Produkt aus Masse und Geschwindigkeit des Objekts. Der Gesamtimpuls, der sich durch einfaches Addieren der Einzelimpulse ergibt, ist eine Erhaltungsgröße. In der Tat ist beim obigen Stoß der so definierte Impuls aus Bahnsteig-Sicht erhalten: Da die Kugeln sich sowohl vor als auch nach dem Stoß mit gegengleicher Geschwindigkeit bewegen, ist der so definierte Impuls vor wie nach dem Stoß null.
Aus dem Zug betrachtet rollen die Kugeln vor dem Stoß schräg aufeinander zu: Parallel zum Gleis haben beide die Geschwindigkeit des Bahnsteiges (da sie sich ja mit dem Bahnsteig mitbewegen), und senkrecht zum Gleis haben sie einander entgegengesetzte Geschwindigkeiten (diese Komponente beruht auf der Bewegung der Kugeln relativ zum Bahnsteig senkrecht zum Zug). Der Gesamtimpuls der beiden Kugeln senkrecht zum Gleis ist also null, parallel zum Gleis ist der Gesamtimpuls zweimal Kugelmasse mal Bahnsteiggeschwindigkeit.
Nach dem Stoß hat nun die rote Kugel die Geschwindigkeit – und damit auch den Impuls – null (aus Bahnsteigsicht ist sie mit Zuggeschwindigkeit in Zugrichtung unterwegs gewesen), somit muss nun die blaue Kugel den gesamten Impuls tragen. Um die Geschwindigkeit der blauen Kugel zu bestimmen, muss jedoch nun die im vorigen Abschnitt betrachtete relativistische Geschwindigkeitsaddition verwendet werden, und – wie oben dargelegt – hat diese Kugel nun eine geringere Geschwindigkeit als das Doppelte der Bahnsteiggeschwindigkeit (= Zuggeschwindigkeit). Damit wird klar, dass die klassische Definition des Impulses als Masse mal Geschwindigkeit nicht mit der Impulserhaltung vereinbar ist. Der relativistische Impuls, der aus der Impulserhaltung folgt, steigt stärker als linear mit der Geschwindigkeit an. Aus demselben Grund muss auch die kinetische Energie bei hohen Geschwindigkeiten schneller ansteigen, als sie es nach der klassischen Mechanik tut.
Impuls und Energie wachsen mit der Geschwindigkeit stärker an, als von der klassischen Physik beschrieben. Die Massenträgheit wächst daher mit der Geschwindigkeit. Im Grenzfall der Lichtgeschwindigkeit würden sie unendlich groß.

### Äquivalenz von Masse und Energie
Aus Überlegungen zur Absorption von Strahlung leitete Einstein ab, dass sich die Masse eines Körpers um {\displaystyle \Delta m=\Delta E/c^{2}} ändert, wenn der Körper die Energie {\displaystyle \Delta E} aufnimmt oder abgibt. Demnach ist die Masse eines Körpers ein Maß für seinen Energieinhalt (die Energie, die er in seinem Ruhesystem hat):
Die Ruheenergie jedes Teilchens, Körpers oder physikalischen Systems ist gemäß {\displaystyle E_{0}=m\,c^{2}} proportional seiner Masse.
Man bezeichnet dies als die Äquivalenz von Masse und Energie. Wenn man die innere Energie eines Objekts erhöht (Erwärmen, Aufladen einer Batterie, …), wächst dessen Masse. Die Masse seiner Bestandteile (Atome) bleibt dabei unverändert. 
Die Masse eines zusammengesetzten Systems ist nicht einfach die Summe der Massen seiner Bestandteile.
Bei radioaktivem Zerfall oder Kernspaltung haben die Tochterteilchen zusammen weniger Masse als der Ausgangskern. Ein Teil von dessen Ruheenergie wird in kinetische Energie der Tochterteilchen und gegebenenfalls in andere Strahlung umgewandelt.
Aus der Frühzeit der Relativitätstheorie stammt eine alternative Darstellung. Hierbei wird „Masse“ so definiert, dass sie der gesamten Energie entspricht, einschließlich der kinetischen Energie aus der Bewegung relativ zum Beobachter. Die Masse ist dann keine invariante Eigenschaft des Systems, sondern vom Bezugssystem abhängig, und nimmt mit der Relativgeschwindigkeit zu. Diese „relativistische Massenzunahme“ wurde 1904 von Lorentz eingeführt und wird in vielen populärwissenschaftlichen Darstellungen und auch in Schulbüchern noch verwendet. Das Konzept hat aber methodische Schwächen und wird der heutigen Fachsprache vermieden (siehe: relativistische Masse).

### Von Raum und Zeit zur Raumzeit
Angesichts der oben erläuterten relativistischen Effekte stellt sich die Frage, wie diese Effekte zu interpretieren sind. Sieht man die Zeit als vierte Dimension an, kann man zusammen mit den drei Dimensionen des Raumes die vierdimensionale Raumzeit betrachten, die aber nicht den vierdimensionalen Euklidischen Raum {\displaystyle \mathbb {R} ^{4}} ergibt, sondern den sog. Minkowski-Raum {\displaystyle \mathbb {M} ^{4}.} Der Unterschied ergibt sich aus einer mathematischen Besonderheit der Metrik (besser: Pseudo-Metrik) des Minkowski-Raumes – sie kann beide Vorzeichen besitzen. Dies ergibt den Unterschied von Drehungen im vierdimensionalen euklidischen Raum {\displaystyle \mathbb {R} ^{4}} und den unten angegebenen „rhomboedrischen“ Koordinaten-Transformationen der vierdimensionalen Raumzeit. Zugleich ergibt sich so, dass auch in der Relativitätstheorie noch ein Unterschied zwischen raumartig und zeitartig bzw. – bei Zeitartigkeit – zwischen „Vergangenheit“ und „Zukunft“ verbleiben kann, je nach dem Vorzeichen der Metrik des betrachteten Punktes im Minkowski-Raum bzw. nach dem Vorzeichen seiner Zeitkoordinate (siehe auch: Lichtkegel).
Die Bewegung eines Beobachters wird in dieser vierdimensionalen Raumzeit zu einer Kurve (der sog. Weltlinie des Beobachters) und lässt sich in Minkowski-Diagrammen darstellen. Dabei erkennt man, dass der vorliegende Wechsel des Bezugssystems auf jeden Fall (sowohl klassisch-mechanisch als auch relativistisch) mit einem „Kippen“ der Zeitachse einhergeht. Dieses beschreibt die „Relativität der GleichORTigkeit“: Während der Beobachter im Zug feststellt, dass z. B. sein Koffer über ihm im Gepäcknetz die ganze Zeit am selben Ort bleibt, ist für den Beobachter am Bahnsteig klar, dass sich derselbe Koffer mit dem Zug mitbewegt, also gerade nicht am selben Ort bleibt. Was den Minkowski-Raum der Relativitätstheorie von Newtons Raum und Zeit unterscheidet, ist die Tatsache, dass für zueinander bewegte Bezugssysteme auch die GleichZEITigkeit relativ ist, wie oben beschrieben. Dies führt dazu, dass nach der Relativitätstheorie (im Gegensatz zur klassischen Mechanik) zusammen mit der Zeitachse auch die Ortsachse gekippt wird.

Gegenüberstellung von Drehung (links) und dem im Text beschriebenen „rhomboedrischen“ Bezugssystemwechsel (rechts)

Eine wohlbekannte Bewegung, bei der zwei Koordinatenachsen geändert werden, ist die Drehung im Raum. Das nebenstehende Bild illustriert den Unterschied zwischen der bekannten Drehung und dem angegebenen Bezugssystemwechsel: Während bei Drehungen im Raum beide Achsen in dieselbe Richtung gedreht werden, werden bei einem Bezugssystemwechsel Ortsachse und Zeitachse in entgegengesetzte Richtungen gedreht: Aus dem ursprünglichen Quadrat entsteht ein flächengleicher Rhombus, wobei die Bedingung der Flächengleichheit der Konstanz der Lichtgeschwindigkeit entspricht. Die lange Diagonale (eine Winkelsymmetrale der Achsen, die sog. 1. Mediane) bleibt unverändert. Sie beschreibt aber gerade den Weg des Lichtes, ihr Anstieg ist die Lichtgeschwindigkeit. Die Unveränderlichkeit dieser Diagonalen bei Bezugssystemwechsel bedeutet also gerade, dass die Lichtgeschwindigkeit konstant ist.
Aus diesen Betrachtungen folgt, dass es sinnvoll ist, Raum und Zeit als eine Einheit anzusehen, so wie Länge, Breite und Höhe eine Einheit bilden, nämlich den dreidimensionalen Raum.
Raum und Zeit bilden eine Einheit, die vierdimensionale Raumzeit.
Es ist damit nicht mehr möglich, eine ganz bestimmte Richtung unabhängig vom Beobachter als die Zeitrichtung anzugeben, genauso wie es im Raum kein eindeutiges (beobachterunabhängiges) „Vorne“ gibt. So laufen z. B. sowohl die schwarze Zeitachse als auch die gelbe „gedrehte“ Zeitachse in Zeitrichtung. Allerdings ist es – im Unterschied zum normalen Raum – in der Raumzeit nicht möglich, die Zeitrichtung bis zur Raumrichtung zu drehen oder gar die Zeit „umzudrehen“, also Vergangenheit und Zukunft zu vertauschen. Durch die Konstanz der Diagonalen werden die von Diagonalen begrenzten Gebiete stets in sich selbst überführt. Dies entspricht der Flächengleichheit der eingezeichneten Netzwerk-Segmente.
Bei genauerer Betrachtung der Drehung (linkes Bild) sieht man, dass jedes Koordinatenquadrat wieder in ein gleich großes Quadrat überführt wird (das gedrehte Quadrat oben rechts vom Ursprung ist im Bild schraffiert). Zudem ist der Schnittpunkt der gedrehten y-Achse (gelbe Linie) mit dem Schnittpunkt der gedrehten ersten Parallelen der x-Achse (hellbraune Linie) gleich weit entfernt vom Ursprung wie der ungedrehte Schnittpunkt. Der y-Wert dieses Schnittpunktes ist hingegen kleiner als für den ungedrehten Schnittpunkt. Dies führt zum Phänomen der perspektivischen Verkürzung, wenn die Linie aus x-Richtung angeschaut wird.
Betrachtet man nun analog das rechte Bild, so sieht man, dass auch hier das Koordinatenquadrat in eine gleich große Fläche überführt wird, aber die neue Fläche ist kein Quadrat mehr, sondern rhomboedrisch. Das hat die Auswirkung, dass der Schnittpunkt der „gedrehten“ Zeitachse (gelb) mit der nächsten Parallelen der gedrehten Raumachse (hellbraun) höher, also später liegt als im ungedrehten Fall. Nehmen wir nun an, die Raumachsen werden bei jedem Tick einer Uhr „gesetzt“, so sieht man, dass die Uhr im „gedrehten“ Koordinatensystem, also die relativ zum Beobachter bewegte Uhr, anscheinend langsamer geht (zwischen zwei Ticks vergeht mehr Zeit des Beobachters). Aus der Analogie zur Drehung wird ebenfalls klar, dass es sich auch hierbei nur um einen „perspektivischen“ Effekt handelt. Damit erklärt sich ganz zwanglos der scheinbare Widerspruch, dass beide Beobachter die Uhr des jeweils anderen langsamer laufen sehen. Auch die perspektivische Verkürzung wird wechselseitig wahrgenommen, ohne dass das zu Widersprüchen führen würde.
Ein wesentlicher Unterschied des Bezugssystemwechsels zur Drehung ist jedoch, dass für die Variable „Zeit“ statt einer Verkürzung eine Verlängerung (Dehnung: Zeitdilatation) wahrgenommen wird. Dies kann man an obiger Gegenüberstellung gut erkennen: Bei der Drehung im Raum wandert der Schnittpunkt der gelben und der hellbraunen Linie nach unten (perspektivische Verkürzung), beim Bezugssystemwechsel hingegen nach oben.

## Effekte
Die genannten Effekte, die nur mit der Lorentz-Transformation verständlich sind, lassen sich teilweise direkt beobachten. Insbesondere die Zeitdilatation wurde durch viele Experimente bestätigt (siehe z. B. Zeitdilatation bewegter Teilchen). Im Folgenden werden einige Effekte dargestellt, bei denen der Zusammenhang mit Lorentz-Transformationen nicht so offensichtlich ist.

### Aberration
Wenn sich ein Beobachter schneller und schneller bewegt, kommen ihm die seitlichen Lichtstrahlen ähnlich wie Regentropfen mehr und mehr von vorne entgegen. Es ändert sich der Winkel, unter dem ein Lichtstrahl für einen bewegten Beobachter einfällt. Ursprünglich erklärte man dieses Phänomen, die Aberration des Lichts, mit Newtons Korpuskeltheorie des Lichtes genauso wie bei Regentropfen. In der speziellen Relativitätstheorie wird nun die klassische durch die relativistische Geschwindigkeitsaddition ersetzt. Daraus folgt, dass ein bewegter Beobachter nach der Korpuskeltheorie einen anderen Aberrationswinkel als nach der speziellen Relativitätstheorie beobachten und je nach Bewegungsgeschwindigkeit verschiedene Lichtgeschwindigkeiten des einfallenden Lichts messen würde.
Nach der Beobachtung, dass sich Licht wie eine Welle ausbreitet (Undulationstheorie), konnte man die Aberration jedoch nicht mehr verstehen. Bei einer Lichtwelle würden sich in der newtonschen Physik die Wellenfronten bei Bewegung des Beobachters nicht ändern. Erst in der speziellen Relativitätstheorie ändern sich die Wellenfronten aufgrund der Relativität der Gleichzeitigkeit so wie Teilchenbahnen, und Aberration wird verstehbar, ob sie nun bei Wellen oder bei Teilchen auftritt.

### Dopplereffekt
Bei Wellen, die sich in einem Trägermedium fortpflanzen, wie den Schallwellen, kommt es bei einer Bewegung der Quelle oder des Empfängers gegenüber dem Trägermedium zu einer Veränderung der gemessenen Frequenz. Dabei ist der Effekt verschieden je nachdem, ob die Quelle oder der Empfänger gegenüber dem Trägermedium bewegt ist. Generell wird die Frequenz größer, wenn sich Quelle und Empfänger aufeinander zubewegen, weil dann vom Empfänger in derselben Zeit mehr Wellenberge wahrgenommen werden. Entsprechend wird die Frequenz kleiner, wenn sich Quelle und Empfänger auseinanderbewegen. Diese Frequenzverschiebung heißt Dopplereffekt. Bei Schallwellen kann der Empfänger schneller sein als die Wellen und ihnen ganz entkommen; entsprechend kann die Quelle ihrem eigenen Signal vorauseilen, was zum Überschallknall führt.
Bei Lichtwellen im Vakuum ist keine Relativbewegung zum Trägermedium messbar, da die Vakuumlichtgeschwindigkeit in allen Inertialsystemen gleich ist. Der Dopplereffekt des Lichts kann also nur von der Relativgeschwindigkeit von Quelle und Empfänger abhängen, das heißt, es gibt keinen Unterschied zwischen Bewegung der Quelle und des Empfängers. Da eine Relativbewegung schneller als mit Vakuumlichtgeschwindigkeit nicht möglich ist, gibt es für Licht im Vakuum kein analoges Phänomen zum Überschallknall. In Medien wie Wasser, in denen die Ausbreitungsgeschwindigkeit des Lichts geringer ist als im Vakuum, gibt es mit dem Tscherenkow-Effekt ein dem Überschallknall ähnliches Phänomen.
Wenn eine Quelle einen Beobachter mit einem Empfänger umkreist, bewegt sie sich weder auf ihn zu noch von ihm weg. Im klassischen Fall mit einer Schallquelle gibt es dann keine Dopplerverschiebung. Die SRT erklärt jedoch, dass der Beobachter im Fall einer Lichtquelle trotzdem aufgrund der Zeitdilatation eine niedrigere Frequenz misst. Diesen Effekt bezeichnet man als transversale Rotverschiebung oder auch transversalen Doppler-Effekt. Alle Lichtwellen legen dieselbe Distanz zurück, sie schwingen aber aus Sicht des Beobachters langsamer als in der Quelle.

### Lorentzkraft

Illustration der Lorentzkraft

Die Relativitätstheorie wird nicht erst bei sehr hohen Geschwindigkeiten relevant. Die Lorentzkraft bietet ein Beispiel dafür, wie sich in der Erklärung bekannter Effekte bereits bei sehr geringen Geschwindigkeiten grundlegende Unterschiede gegenüber der klassischen Physik ergeben können.
Dazu betrachtet man eine einzelne negative elektrische Probeladung in gewissem Abstand neben einem Draht, der insgesamt elektrisch neutral ist, aber aus einem positiv geladenen, starren Grundmaterial (den Atomrümpfen) und vielen negativ geladenen, beweglichen Elektronen besteht. In der Ausgangssituation ruht die Probeladung und im Draht fließt kein Strom. Daher wirkt auf die Probeladung weder eine elektrische noch eine magnetische Kraft. Bewegen sich nun die Probeladung außerhalb und die Elektronen innerhalb des Drahtes mit gleicher Geschwindigkeit längs des Drahtes, fließt im Draht ein Strom. Dieser erzeugt ein Magnetfeld; es übt auf die Probeladung, weil sie sich bewegt, die Lorentzkraft aus, die sie radial zum Draht hinzieht. Dies ist die Beschreibung in dem Bezugssystem, in dem das positive Grundmaterial des Drahtes ruht.
Im Bezugssystem, das mit der negativen Ladung mitbewegt wird, wirkt dieselbe Kraft; sie muss aber ganz anders erklärt werden. Eine Lorentzkraft kann es nicht sein, denn die Geschwindigkeit der Probeladung ist ja Null. Es bewegt sich aber das positiv geladene Grundmaterial des Drahtes und erscheint nun durch die Lorentzkontraktion verkürzt. Es erhält dadurch eine vergrößerte Ladungsdichte, während die im Draht befindlichen Elektronen in diesem Bezugssystem ruhen und daher dieselbe Ladungsdichte haben wie in der Ausgangssituation. Die gesamte Ladungsdichte im Draht zeigt also einen Überschuss an positiver Ladung. Er übt auf die ruhende negative Probeladung eine elektrostatische Kraft aus, die sie radial zum Draht hinzieht. Dies ist die Beschreibung im mitbewegten Bezugssystem.
Beide Beschreibungen führen zu gleichen Voraussagen über die Kraft, die auf die Probeladung wirkt. Ohne Berücksichtigung der Lorentzkontraktion ließe sich dies nicht erklären; in beiden Bezugssystemen bliebe dann der Draht elektrisch neutral. Zwar würde vom Standpunkt des bewegten Bezugssystems aus das bewegte positive Grundmaterial des Drahtes einen Stromfluss bedeuten, der ein Magnetfeld erzeugt, dieses hätte aber auf die ruhende Probeladung keine Wirkung.
Diese Betrachtung zeigt, dass durch Lorentz-Transformationen Magnetfelder und elektrische Felder teilweise ineinander umgewandelt werden. Das ermöglicht es, die Lorentzkraft auf elektrostatische Anziehung zurückzuführen. Dieser Effekt hat bereits für kleine Geschwindigkeiten messbare Auswirkungen – die mittlere Elektronengeschwindigkeit in Drahtrichtung ist bei Stromfluss typischerweise unter einem Millimeter pro Sekunde, also sehr viel kleiner als Lichtgeschwindigkeit.

## Verhältnis zu anderen Theorien

### Klassische Mechanik
Die spezielle Relativitätstheorie tritt an die Stelle der dynamischen Gesetze der klassischen Mechanik. Zwar sind die Gesetze der klassischen Mechanik über Jahrhunderte immer wieder sehr genau bestätigt worden, dabei wurden jedoch immer Geschwindigkeiten betrachtet, die sehr viel kleiner waren als die Lichtgeschwindigkeit. Für solche kleinen Geschwindigkeiten sollte die spezielle Relativitätstheorie also dieselben Ergebnisse liefern wie die klassische Mechanik. Das bedeutet, dass die Lorentz-Transformationen für sehr kleine Geschwindigkeiten die Galilei-Transformationen ergeben müssen. Daraus ergibt sich dann sofort, dass auch der Impuls, die kinetische Energie und alle anderen Größen für kleine Geschwindigkeiten die bekannten klassischen Werte annehmen.
Wenn der Zug in den obigen Gedankenexperimenten sehr viel langsamer fährt als mit Lichtgeschwindigkeit, ist der Unterschied zwischen den Gleichzeitigkeitsbegriffen der Beobachter sehr klein. Das führt dazu, dass auch die anderen relativistischen Effekte so klein werden, dass man sie kaum beobachten kann. Wenn also die Zeitdilatation so klein ist, dass sie unbemerkt bleibt, werden durch die Lorentz-Transformation anscheinend nur die Raumkoordinaten transformiert. Wenn auch die Längenkontraktion unbemerkt bleibt, bleiben genau die Galilei-Transformationen übrig.
Das veranschaulicht, dass die spezielle Relativitätstheorie für sehr kleine Geschwindigkeiten dieselben Resultate wie die klassische Mechanik liefert. Die Tatsache, dass die Voraussagen einer alten, bewährten Theorie auch in einer neuen Theorie ableitbar sein müssen, wird als Korrespondenzprinzip bezeichnet. Die spezielle Relativitätstheorie erfüllt also das Korrespondenzprinzip bezüglich der klassischen Mechanik. Bei nicht-mechanischen, elektromagnetischen Prozessen ist das nicht immer so, wie durch die Erklärung der Lorentzkraft illustriert wird.
Im Physikunterricht wird oft eine Geschwindigkeit von {\displaystyle 0{,}1c} (10 % der Lichtgeschwindigkeit) als Faustregel verwendet; bis zu diesem Wert gelten Berechnungen nach klassischer Physik als akzeptabel, bei höheren Geschwindigkeiten ist relativistisch zu rechnen. Letztlich entscheidet jedoch die konkrete Problemstellung, bei welchen Geschwindigkeiten relativistisch gerechnet werden muss.

### Allgemeine Relativitätstheorie
In Raumbereichen, bei denen die Wirkung der Gravitation vernachlässigbar ist (also insbesondere weit entfernt von großen Massen), kann die SRT sämtliche Arten von Bewegungen beschreiben (entgegen einer häufigen Fehlannahme auch beschleunigte Bewegungen). Dagegen tritt bei Berücksichtigung von Gravitationseffekten die allgemeine Relativitätstheorie an die Stelle der speziellen Relativitätstheorie. Insofern muss auch hier ein Korrespondenzprinzip erfüllt sein, da die Vorhersagen der speziellen Relativitätstheorie sehr genau experimentell bestätigt sind.
Im Unterschied zur speziellen Relativitätstheorie ist die Raumzeit in der allgemeinen Relativitätstheorie gekrümmt und die Theorie muss daher streng lokal formuliert werden. Für große Entfernungen können sich deshalb Abweichungen von den Aussagen der speziellen Relativitätstheorie ergeben. Durch die Berücksichtigung der Gravitation ist vor allem in der Nähe von großen Massen, allgemeiner in der Nähe großer Energien, die spezielle Relativitätstheorie nur für kleine Distanzen gültig. Diese Grenze der Gültigkeit der speziellen Relativitätstheorie zeigt sich in der Shapiro-Verzögerung.

### Quantentheorie
Im Gegensatz zur allgemeinen Relativitätstheorie, bei der nach wie vor unklar ist, wie sie mit der Quantenphysik zu einer Theorie der Quantengravitation verschmolzen werden kann, gehören speziell-relativistische Quantentheorien zu den Standardwerkzeugen der modernen Physik. Tatsächlich lassen sich viele Versuchsergebnisse gar nicht verstehen, wenn man nicht sowohl die Prinzipien der Quantentheorie als auch das Raum-Zeit-Verständnis der speziellen Relativitätstheorie berücksichtigt.
Bereits im halbklassischen Bohr-Sommerfeldschen Atommodell gelingt es erst bei Einbeziehung der speziellen Relativitätstheorie, die Feinstruktur von atomaren Energieniveaus zu erklären.
Paul Dirac entwickelte eine Wellengleichung, die Dirac-Gleichung, die das Verhalten von Elektronen unter Berücksichtigung der speziellen Relativitätstheorie in der Quantenmechanik beschreibt. Diese Gleichung führt zur Beschreibung des Spins, einer Eigenschaft des Elektrons, die durch die nichtrelativistische Quantenmechanik nur festgestellt, aber nicht erklärt werden kann, und zur Vorhersage des Positrons als Antiteilchen des Elektrons. Auch die Feinstruktur kann wie in den halbklassischen Modellen durch die nichtrelativistische Quantenmechanik nicht erklärt werden.
Allerdings zeigt gerade die Existenz von Antiteilchen, dass bei der Vereinigung von spezieller Relativitätstheorie und Quantentheorie nicht einfach eine relativistische Version der üblichen Quantenmechanik herauskommen kann. Stattdessen ist eine Theorie nötig, in der die Teilchenzahl variabel ist – Teilchen können vernichtet und erzeugt werden (einfachstes Beispiel: die Paarbildung von Teilchen und Antiteilchen). Dies leisten die (relativistischen) Quantenfeldtheorien, etwa die Quantenelektrodynamik als speziell-relativistische Theorie der elektromagnetischen Wechselwirkung und die Quantenchromodynamik als Beschreibung der starken Kraft, welche die Bausteine von Atomkernen zusammenhält.
In Gestalt des Standardmodells der Elementarteilchenphysik bilden relativistische Quantenfeldtheorien das Rückgrat der heutigen Physik der kleinsten Teilchen. Die Vorhersagen des Standardmodells lassen sich an Teilchenbeschleunigern mit hoher Präzision testen, und die Vereinigung von spezieller Relativitätstheorie und Quantentheorie gehört damit zu den am strengsten überprüften Theorien der modernen Physik.

### Äthertheorien
Die spezielle Relativitätstheorie wird in der Literatur vielfach als Gegentheorie zum Äther aufgefasst. Die meisten Äthertheorien sind mit der speziellen Relativitätstheorie unvereinbar und werden durch die experimentellen Bestätigungen der speziellen Relativitätstheorie widerlegt.
Eine Ausnahme bildet die lorentzsche Äthertheorie, die von Hendrik Antoon Lorentz und Henri Poincaré vor und gleichzeitig mit der speziellen Relativitätstheorie entwickelt worden war. Diese Theorie ist in ihren Vorhersagen identisch mit der speziellen Relativitätstheorie, nimmt jedoch an, dass es ein absolut ruhendes Bezugssystem gibt, das sich aber durch keine Beobachtung von jedem anderen Bezugssystem unterscheiden lässt. Diese Theorie gilt heute als veraltet, weil das Postulat des unbeobachtbaren Ruhesystems das Sparsamkeitsprinzip verletzt. Außerdem ist noch ungeklärt, ob die lorentzsche Äthertheorie mit der allgemeinen Relativitätstheorie verträglich ist.